# Miles Hilton-Barber
Miles Hilton-Barber (1945) è uno sportivo nonvedente britannico, padre di tre figli, praticante di sport estremi.

## Biografia
Ha perso la vista a 25 anni a causa di una patologia degenerativa. A 55 anni si è cimentato in un volo da Londra a Sydney in ultraleggero, percorrendo un tragitto di circa 21.700 km; in seguito è stato il primo non vedente a tentare di raggiungere in slitta l'Antartide. Nel 1999 ha attraverso il deserto del Sahara.
Ha gareggiato nella maratona Siberian Ice Marathon, tra i ghiacci siberiani. Ha attraversato il deserto del Qatar in 78 giorni. Ha stabilito il record per il giro più veloce per un non vedente nel Grand Prix di Malaysia, su una Lotus a 200 km/ora.
Ha scalato il Monte Bianco e il Kilimangiaro. Ha fatto il giro del mondo utilizzando 80 diversi mezzi di trasporto. Ha completato più di 40 "skydives" (lanci dall’aereo con il paracadute)
"Un giorno ho capito che il problema non era la cecità, ma il mio atteggiamento verso la cecità", racconta Hilton-Barber, "molta gente ha una visione perfetta, magari 20 su 20, ma è lo stesso cieca, perché non riesce a vedere il proprio potenziale. Tutti possiamo fare di più di quello che pensiamo". Hilton-Barber raccoglie fondi per il progetto “Seeing Is Believing” (Vedere è Credere), che punta a prevenire la cecità e a favorire il ripristino della vista. “Può darsi che non vedrò mai più, ma se attraverso questo volo migliaia di persone non vedenti in paesi in via di sviluppo potranno riavere il dono della vista, ne sarà valsa la pena”.